# Lac Zarivar
le Lac Zribar (en persan : دریاچه زریوار) est un lac situé à l'ouest de l'Iran, dans la province du Kurdistan, près de la ville de Marivan.

## Géographie
Sa longueur est de 5 km pour une largeur maximale de 1,6 km et une profondeur maximale de 50m.
Le lac Zribar est l'attraction touristique prépondérante de la région.

## Histoire
Pendant la guerre Iran-Irak, il a été zone militaire, ce dont il reste encore des traces aujourd'hui.
Dans la mythologie persane, il est dit qu'une ville du nom de Zaribar se trouvait autrefois à la place du lac. Elle aurait été engloutie par la colère d'Ahura Mazda envers un derviche qui avait prononcé une prière inconvenante[réf. nécessaire].